# Usseau (Vienne)
Usseau ist eine Gemeinde mit 582 Einwohnern (Stand: 1. Januar 2022) im Département Vienne in der Region Nouvelle-Aquitaine im zentralen Westen Frankreichs. Sie gehört zum Kanton Châtellerault-2 (bis 2015: Kanton Saint-Gervais-les-Trois-Clochers) im Arrondissement Châtellerault. Die Einwohner werden Usselois genannt.

## Geografie
Usseau liegt etwa sieben Kilometer nordwestlich von Châtellerault im Pays Châtelleraudais. Umgeben wird Usseau von den Nachbargemeinden Leigné-sur-Usseau im Norden und Nordwesten, Vellèches im Nordosten, Antran im Süden und Osten, Thuré im Südwesten sowie Saint-Gervais-les-Trois-Clochers im Westen und Nordwesten.
Am Ostrand der Gemeinde führt die Autoroute A10 entlang.

## Bevölkerungsentwicklung
| Jahr                      | 1962 | 1968 | 1975 | 1982 | 1990 | 1999 | 2006 | 2013 |
| Einwohner                 | 439  | 383  | 383  | 489  | 521  | 573  | 634  | 648  |
| Quelle: Cassini und INSEE |      |      |      |      |      |      |      |      |

## Sehenswürdigkeiten

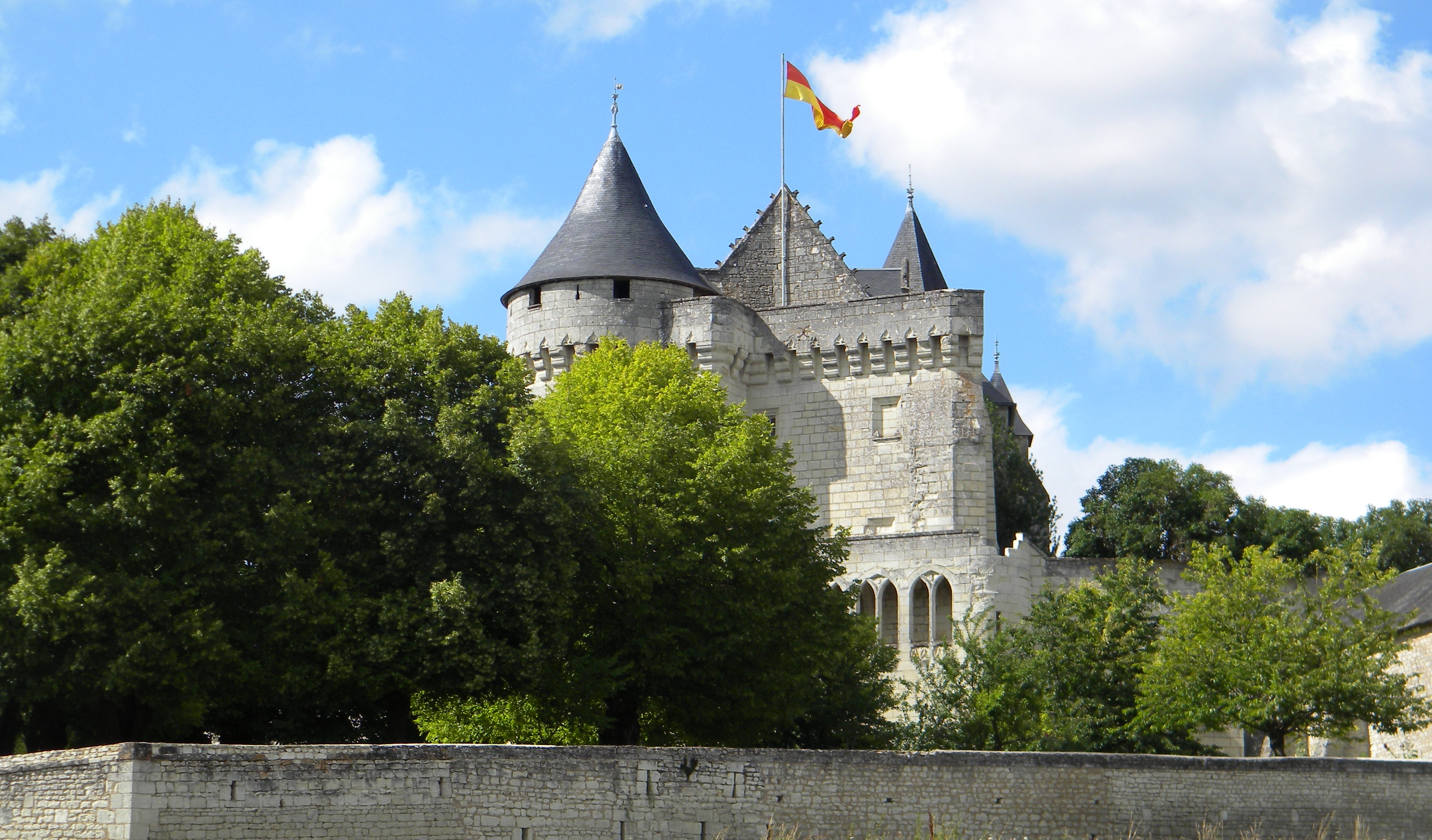
Schloss La Motte

- Kirche von Remeneuil, Monument historique seit 2002
- Schloss La Motte, seit 2004 Monument historique
- Schloss Remeneuil